# آنچه در تاریکی انجام می‌دهیم
آنچه در تاریکی انجام می‌دهیم (به انگلیسی: What We Do in the Shadows) فیلمی کمدی ترسناک به کارگردانی و نویسندگی تایکا وایتیتی و جامین کلمنت، محصول سال ۲۰۱۴ نیوزیلند می‌باشد.

این فیلم برای اوّلین بار در ژانویهٔ ۲۰۱۴، در جشنواره فیلم ساندنس بر روی پرده رفت.
داستان فیلم در مورد گروهی مستندساز است که به دنبال تهیه فیلمی از خون‌آشامها می‌باشند که در ولینگتون زندگی می‌کنند.
بر پایه این فیلم، یک مجموعه تلویزیونی به همین نام (۲۰۱۹-اکنون) توسط شبکه تلویزیونی اف‌ایکس ساخته شده و در حال پخش است.